# Østervangsskolen (Roskilde)
 For alternative betydninger, se Østervangsskolen. (Se også artikler, som begynder med Østervangsskolen)
Østervangsskolen er en folkeskole beliggende i den sydlige del af Roskilde.

## Skolens historie
Skolen er bygget i 1968 og er tegnet af den kendte arkitekt Jørgen Hartmann-Petersen, der går under navnet "Habakuk". Skolen blev i første etape kun taget i brug af 1. til 4. klasse, men sidenhen fulgte skolens andre afdelinger – og skolen har i dag tre spor på de fleste af de ti årgange der er. Fra 7. klasse modtager skolen desuden elever fra Vor Frue skole i Vor Frue (landsby/forstad til Roskilde by), der kun har klasser til og med 6., hvorefter eleverne bliver overflyttet. Vor Frue er beliggende et stykke fra byens sydlige grænse eller omtrent 2 kilometer fra Østervangsskolen. 
Østervangsskolen har pr. 1. januar 2012 i alt 433 elever, der er opdelt i tre spor – a, c og d.